# Marie-Anne Tibbaut

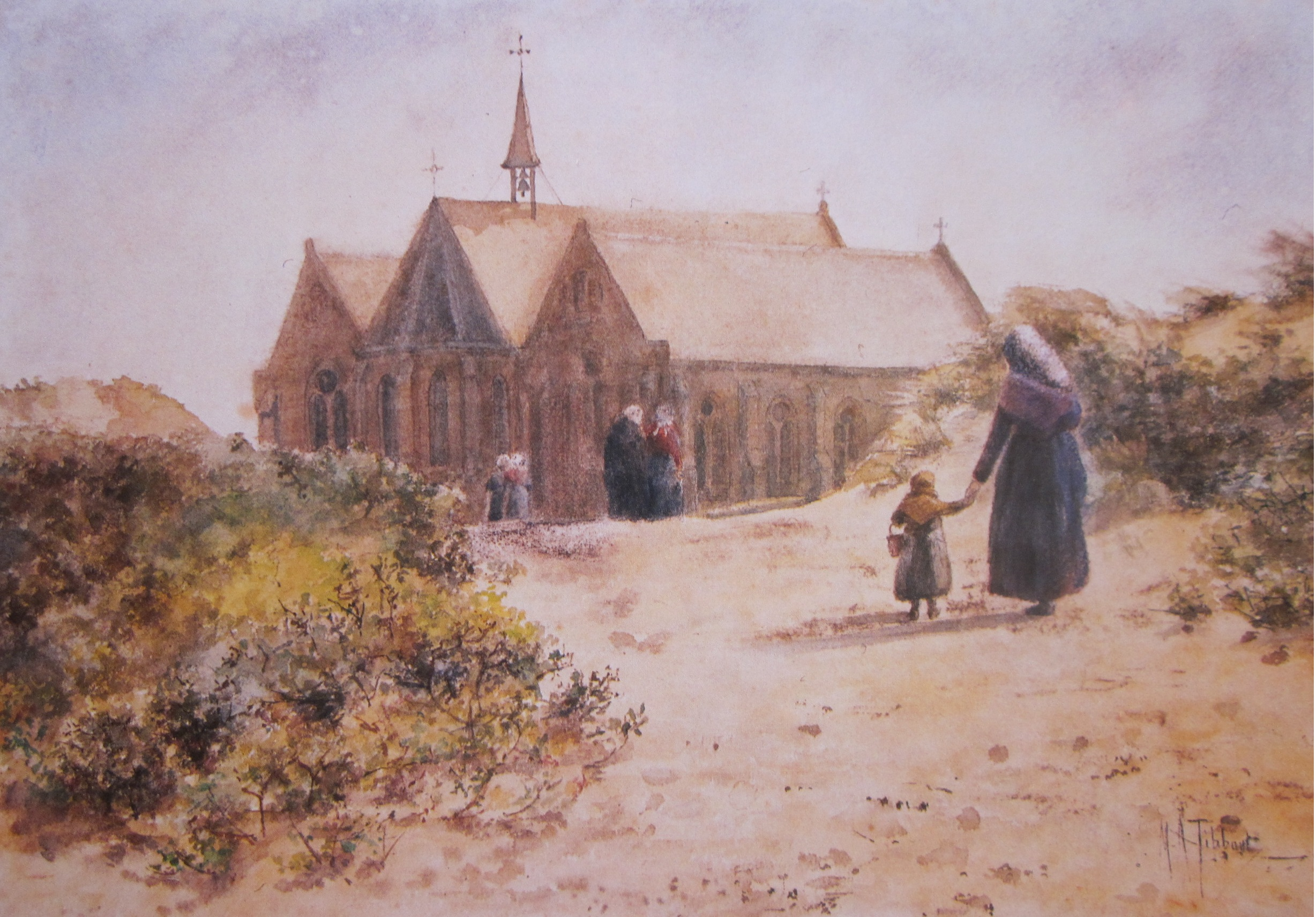
De Panne, St.-Pieterskerk

Marie-Anne Tibbaut (Gent, 9 februari 1869 – aldaar, 9 december 1935) was een Vlaamse schilderes.
Marie-Anne Tibbaut volgde de openluchtlessen van Emile Claus samen met Jenny Montigny, met wie ze levenslang bevriend zou blijven. Ze werkte in een impressionistische stijl die zou evolueren naar het luminisme. Ze nam voor het eerst deel aan een tentoonstelling van de Cercle Artistique et Littéraire in Gent in 1894. Ze schilderde veel landschappen en gebruikte daarbij voornamelijk de aquareltechniek. In haar vroege werken schilderde ze nogal getrouwe voorstellingen van het landschap maar via het impressionisme introduceerde ze mooie lichteffecten in haar werken. Ook in 1896, 1898, 1901, 1904 en 1912 zou ze nog exposeren op de tentoonstellingen van het CAL, maar ze exposeerde ook op andere tentoonstellingen, onder meer in 1897 bij Het kunstverbond der Vlaanderen en solotentoonstellingen in de Salle Taets.
Daarnaast was ze een professionele porseleinschilderes. De porseleinen voorwerpen die ze schilderde waren soms verwerkt in meubels, medaillons of vazen. Veel van haar ontwerpen waren bedoeld voor de Manufacture nationale de Sèvres. Ze ontwikkelde zelf een kleur voor porseleinschilderen die men ‘bleu de Gand’ noemde.
Toen men in Gent tentoonstellingen met exclusief vrouwelijke kunstenaars ging inrichten, zetelde ze in het organiserend comité van de Exposition des oeuvres Artistique de la Femme.
Op het einde van haar leven woonde ze in het Klein Begijnhof Gent, waardoor ze zich ook liet inspireren, en waar ze na een lange ziekte overleed.

## Litartuur
- Paul Piron, De Belgische beeldende kunstenaars uit de 19de tot de 21e eeuw. 2016, p. 2361-2362.

- RKD-Nederlands Instituut voor Kunstgeschiedenis: 100260